# دان بوتس
دان بوتس (بالإنجليزية: Dan Potts)‏ هو لاعب كرة قدم بريطاني في مركز الدفاع، ولد في 13 أبريل 1994 في Barking, London ‏ في المملكة المتحدة. شارك مع منتخب إنجلترا تحت 18 سنة لكرة القدم ومنتخب إنجلترا تحت 19 سنة لكرة القدم ومنتخب إنجلترا تحت 20 سنة لكرة القدم ومنتخب الولايات المتحدة تحت 20 سنة لكرة القدم. أما مع النوادي، فقد لعب مع كولتشستر يونايتد ونادي بورتسموث ونادي لوتون تاون ووست هام يونايتد.

## وصلات خارجية
- دان بوتس على موقع قاعدة بيانات كرة القدم.إي يو (الإنجليزية)
- دان بوتس على موقع Soccerbase.com (لاعب) (الإنجليزية)
- دان بوتس على موقع Soccerway.com (الإنجليزية)
- دان بوتس على موقع عالم كرة القدم.نت (الإنجليزية)
- دان بوتس على موقع AS.com (الإسبانية)